# Раванастр

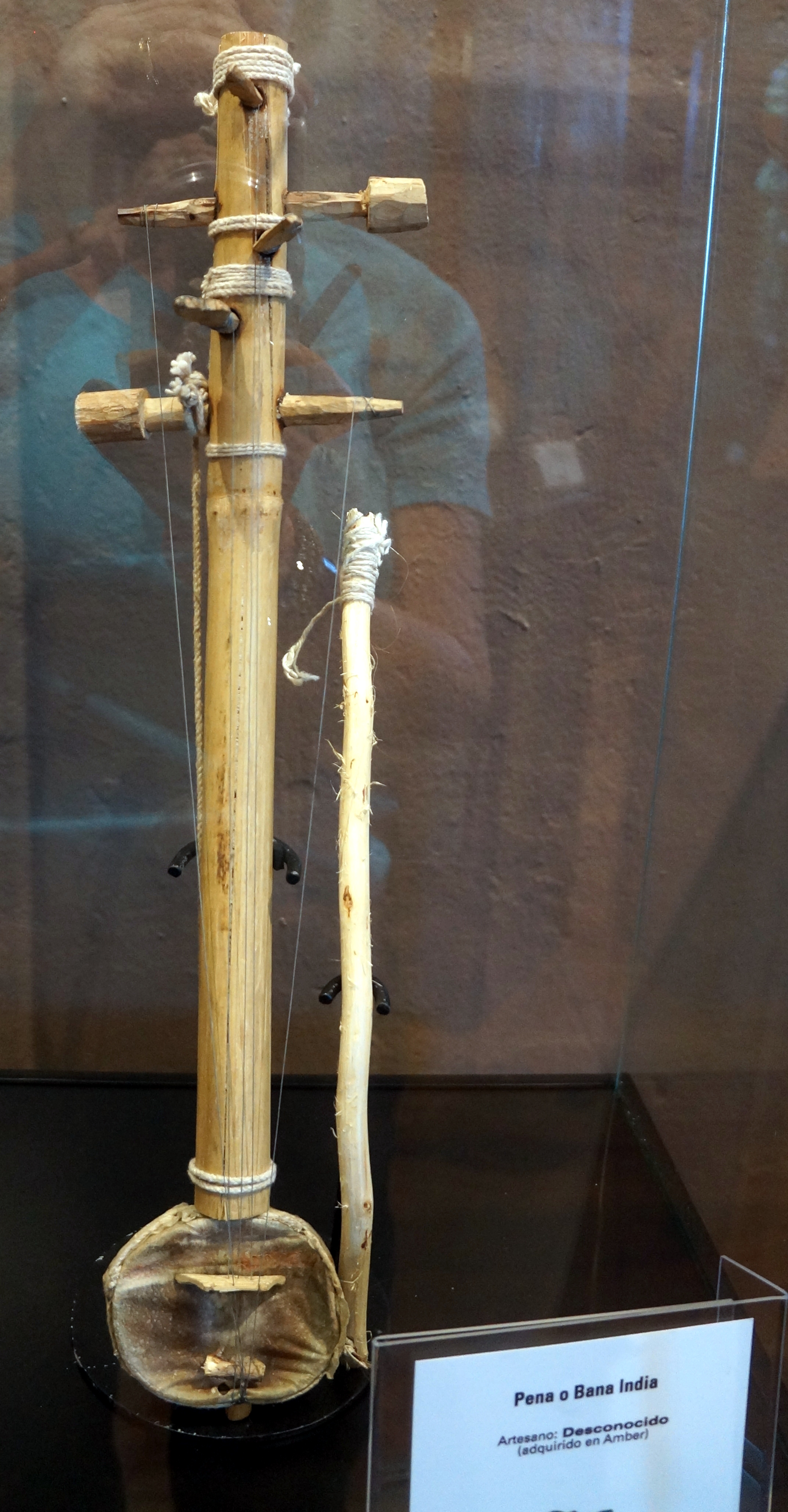
Індійський раванастр в Casa Museo Del Timple, Лансароте, Іспанія.

Раванастр — стародавній смичковий струнний інструмент, який використовувався в Індії, Шрі-Ланці та прилеглих регіонах. Припускають, що він може бути пращуром скрипки.

## Конструкція

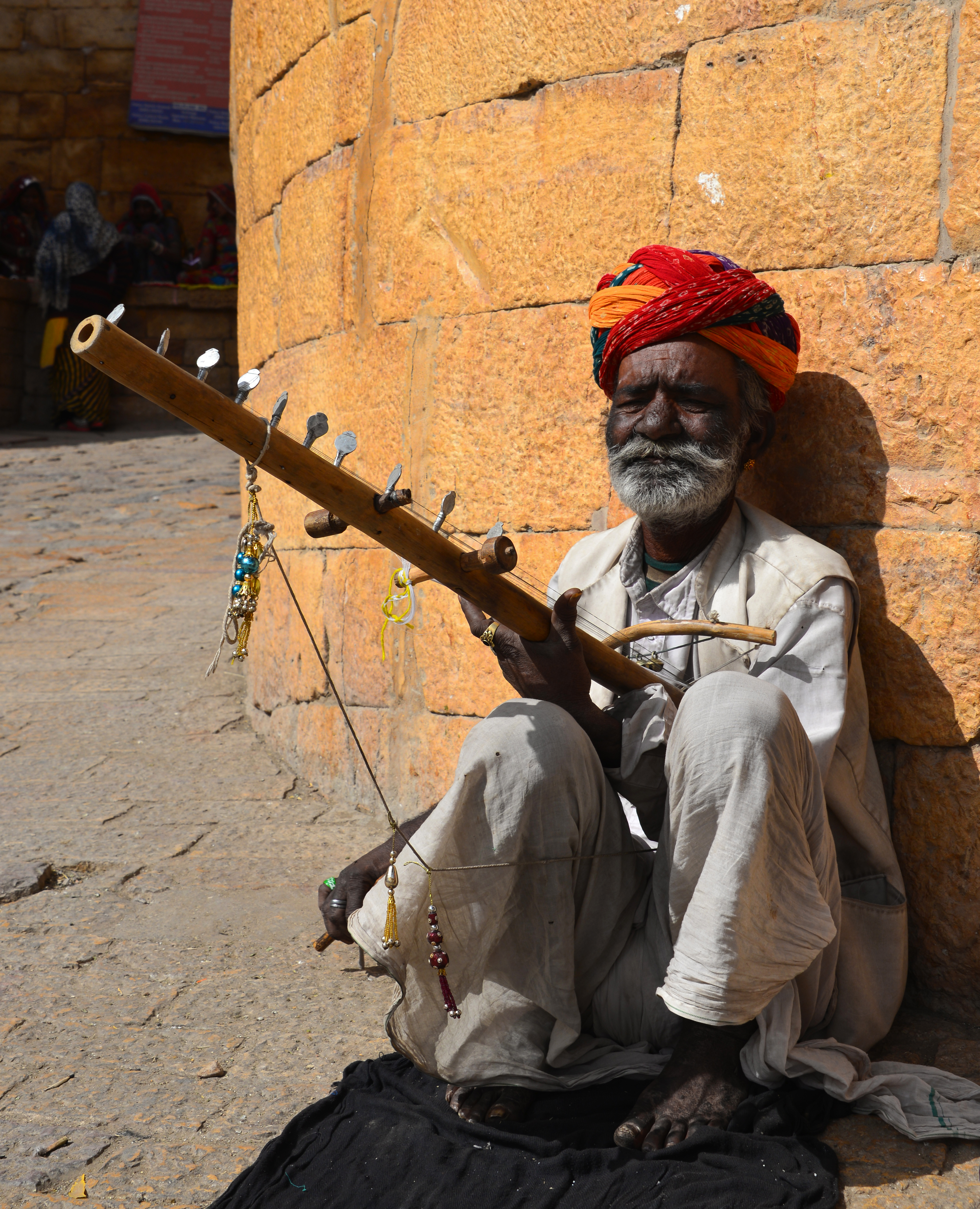
Чоловік грає на раванастрі в Джайсалмері, Індія

Корпус раванастра може бути зроблений з гарбуза, розрізаної навпіл кокосової шкаралупи або видовбаним дерев'яним циліндром з мембраною з розтягнутої козячої чи іншої шкури. До корпуса прикріплюється дерев'яний або бамбуковий гриф, на якому тримається від однієї до чотирьох або більше настроєних на кілочки струн з нутрощів, волосся або сталі, нанизаних на струнотримач. Смичок зазвичай виготовлений з кінського волосу.

## Історія
В індійській і шрі-ланкійській традиції, раванастр виник в сингалів на Ланці за часів легендарного короля Равана, на честь якого нібито названо інструмент. Згідно з легендою, Равана використовував раванастр у своїх поклоніннях індуїстському богу Шиві. В індуїстському епосі Рамаяна після війни між Рамою і Равана Хануман повернувся до Північної Індії з раванастром. Раванастр й досі особливо популярний серед вуличних музикантів у Раджастані, Північна Індія.
Протягом усієї історії середньовічної Індії королі були покровителями музики, це сприяло зростанню популярності раванастра серед королівських сімей. У Раджастхані та Гуджараті це був перший музичний інструмент, який освоїли принци.
Деякі джерела стверджують, що між сьомим і десятим століттями нашої ери арабські торговці привезли раванастр з Індії на Близький Схід, де він став базовою моделлю для арабського ребаба та інших ранніх предків сімейства скрипок.

## Сучасне використання

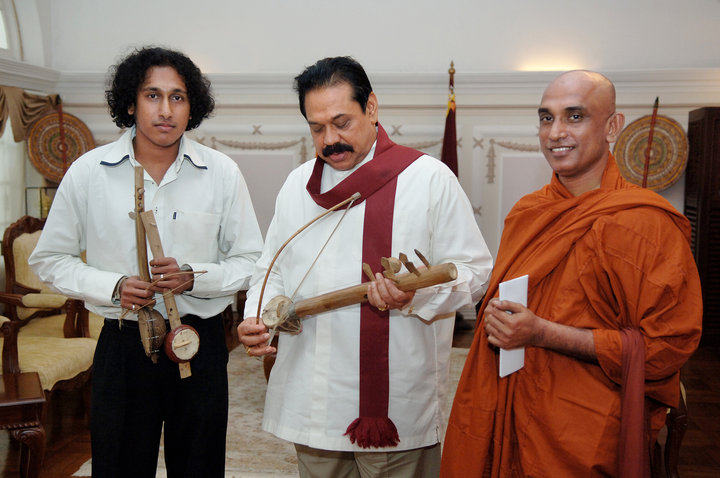
Дінеш Субасінгхе показує свою нову версію раванастра Махінді Раджапаксі

У наш час інструмент був відроджений шрі-ланкійським композитором і скрипалем Дінешем Субасінгхе і використаний у кількох його композиціях, включаючи Раван Нада та буддійську ораторію Каруна Наді.
Також раванастр використовував європейський експериментальний фолк-гурт Heilung у своїх альбомах Ofnir і Futha.